# Orgedeuil
Orgedeuil é uma comuna francesa na região administrativa da Nova Aquitânia, no departamento de Charente. Estende-se por uma área de 10,39 km². Em 2010 a comuna tinha 227 habitantes (densidade: 21,8 hab./km²).